# 玛格达莱娜·斯蒂夏克
玛格达莱娜·斯蒂夏克（波蘭語：Magdalena Stysiak，2000年12月3日—）是一名波蘭女子排球運動員，司职接应。現效力於土超豪門伊薩奇巴希女排俱樂部 。
她於2019年開始成為波蘭國家女子排球隊隊員。